# Coleosoma acutiventer
Coleosoma acutiventer är en spindelart som först beskrevs av Eugen von Keyserling 1884.  Coleosoma acutiventer ingår i släktet Coleosoma och familjen klotspindlar. Inga underarter finns listade i Catalogue of Life.